# Trotro

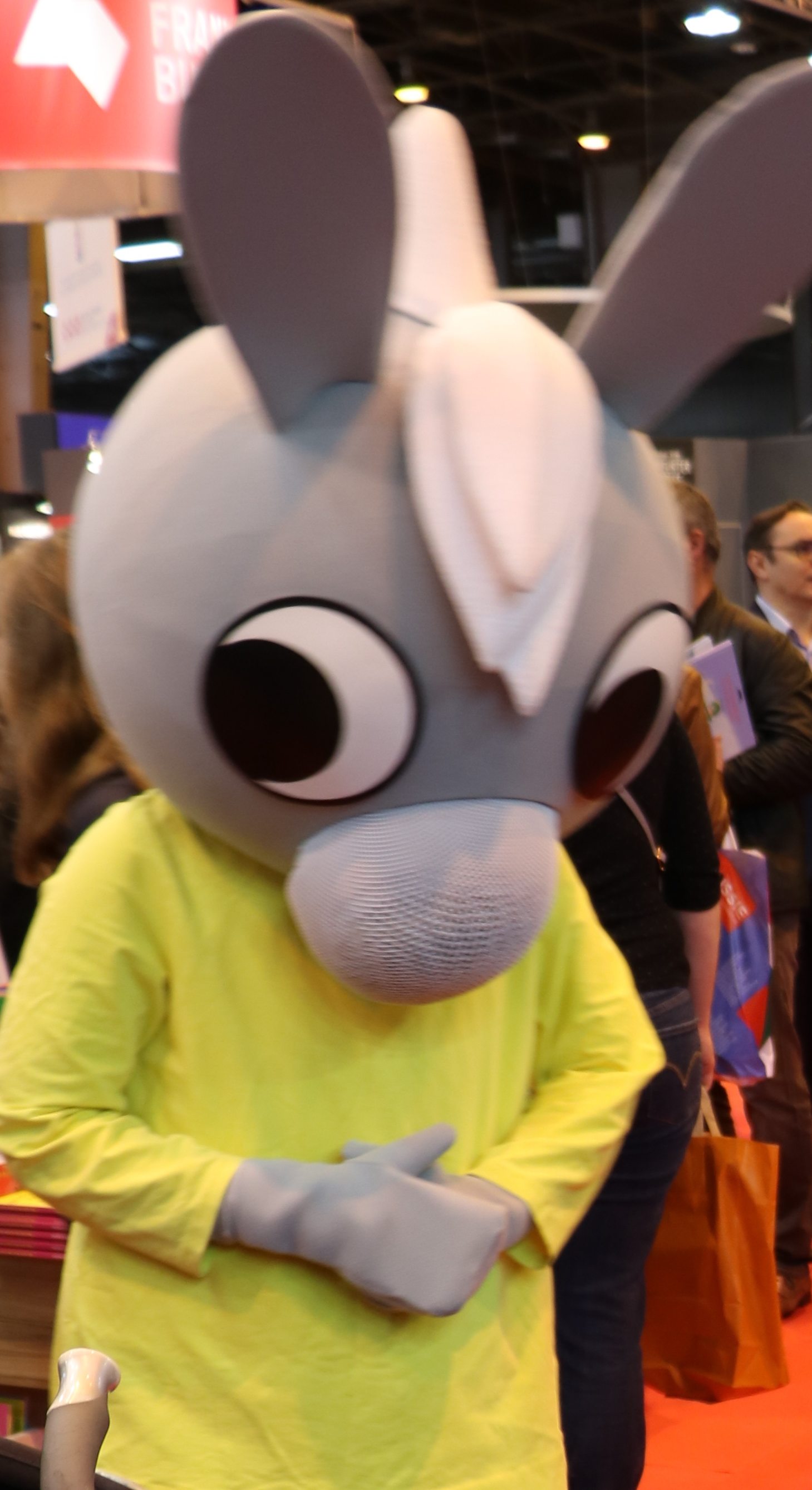
Trotro

Trotro ist eine zwischen 2004 und 2005 produzierte französische Zeichentrick-Fernsehserie für Kleinkinder, die in Deutschland auf KiKA ausgestrahlt wird. Es geht um einen jungen Esel namens Trotro.

## Aufbau und Handlung
Eine Ausstrahlung besteht aus zwei Einzelfolgen, die jeweils etwa fünf Minuten andauern. Protagonist der Serie ist der kleine, neugierige Esel „Trotro“, der gemeinsam mit Freunden und Eltern die Welt für sich erkundet. Zuschauer sehen Trotro beim Fangen von Krebsen, Verstecken oder Telefonieren. Aufgrund kurzer und einfacher Sätze sind Kleinkinder die Zielgruppe der Serie.

## Produktion
Die Serie besteht aus 78 Einzelfolgen und wurde von Storimages, 2 Minutes, France 5 und TPS Jeunesse produziert. Das Drehbuch entstand unter anderem von Mathilde Maraninchi, Antonin Poirée, Marie-Luz Drouet, Pascal Stervinou und Sébastien Dejardin auf Basis der Geschichten von Bénédicte Guettier.

## Ausstrahlung und Veröffentlichung
Trotro wurde vormittags auf KiKA ausgestrahlt. Die deutsche Erstaufführung fand am 1. September 2005 statt.
Insgesamt wurden drei Folgen-Sammlungen auf DVD veröffentlicht. Am 27. Oktober 2006 erschien Trotro – Macht Musik und weitere Geschichten vom kleinen Esel, am 26. Januar 2007 Trotros Spielsachen und weitere Geschichten vom kleinen Esel und am 26. März 2006 die Trotro-Sammelbox, die im Gegensatz zu den ersten beiden DVD-Veröffentlichungen aus zwei DVDs besteht. Alle DVDs enthalten neben der deutschen Synchronisierung auch eine englische.

## Synchronisation
Die deutsche Synchronfassung zur Serie entstand bei der Elektrofilm Postproduction Facilities GmbH in Berlin, unter der Dialogregie von Hans-Jürgen Dittberner.
| Rolle  | Deutscher Sprecher |
| ------ | ------------------ |
| Trotro | Amadeus Strobl     |
| Mama   | Sabine Arnhold     |
| Papa   | Jaron Löwenberg    |
| Nana   | Jamie Lee Blank    |